# Эрнст Саксен-Гильдбурггаузенский
Эрнст Саксен-Гильдбурггаузенский (нем. Ernst von Sachsen-Hildburghausen; 12 июля 1655, Гота — 17 октября 1715, Хильдбургхаузен) — герцог Саксен-Гильдбурггаузенский.

## Биография
Эрнст был сыном Саксен-Готского герцога Эрнста I и герцогини Саксен-Альтенбургской Елизаветы Софии. В 1675 году Эрнст I умер, а его семь сыновей первоначально стали соправителями, поскольку эрнестинцы до этого момента отвергали примогенитуру. По желанию отца дела герцогства вёл старший сын Фридрих I. Попытка держать общий двор в замке Фриденштайн в Готе оказалась неудачной, и в 1680 году наследство было поделено между семью братьями. Эрнсту досталась часть герцогства с городами Хельдбург, Гильдбурггаузен, Айсфельд, Файльсдорф и Шалькау.
Первоначально резиденция Эрнста находилась в Хельдбурге, но в 1684 году он перебрался в Гильдбурггаузен, где был выстроен герцогский дворец. Эрнст разрешил селиться в своих владениях семьям французских гугенотов, бежавших из Франции после отмены Нантского эдикта.
В 1683 году Эрнст участвовал в Венской битве, в 1685 — в осадах Грана и Уйвара. Затем поступил на нидерландскую службу, и в войне Аугсбургской лиги сражался против армии Людовика XIV в битве при Флерюсе.

## Семья и дети
30 ноября 1680 года Эрнст женился в Арользене на Софии Генритте Вальдекской. У них было пятеро детей:
- Карл Вильгельм (1680—1687)
- Эрнст Фридрих (1681—1724)
- София Шарлотта (1682—1684)
- София Шарлотта (1685—1710)
- Иосиф Фридрих (1702—1787)